# Cosculluela
Cosculluela, pseudonimo di José Fernando Cosculluela Suárez (Humacao, 15 ottobre 1980), è un cantante e rapper portoricano.
Nato da padre cubano e madre portoricana, veniva da una famiglia dell'alta borghesia ed era cresciuto nella gated community di Palmas del Mar. In giovane età, Cosculluela si interessò al tennis e alla fine giocò per il suo liceo, il Colegio San Antonio Abad. Ha anche avuto passioni per il golf e il surf.

## Carriera

### Inizi e successo internazionale
All'età di sedici anni, Cosculluela ha iniziato a produrre mixtapes con suo fratello Jaime e con i suoi amici. Dopo alcuni anni di registrazioni, il produttore di reggaeton Buddha ha scoperto il talento di Cosculluela in uno studio di San Juan. Buddha stava lavorando con il produttore di hip hop latino Echo all'epoca. Buddha ha scelto Cosculluela per sostituire il rapper Tempo nel gruppo hip hop Buddha's Family. Alla fine Cosculluela firmò un contratto con la etichetta di Echo, Invasion Music.
Cosculluela ha ottenuto il riconoscimento internazionale con il singolo di successo Te Va Ir Mal dall'album distribuito dalla Universal Latino. Poco dopo, Cosculluela ha iniziato a lavorare con i famosi produttori Gocho e Alex Gargolas per diverse compilation. Ha anche pubblicato una versione rielaborata del suo mixtape Este Es Mi Momento nel 2006.
Successivamente, Cosculluela si è spostato nei ranghi del reggaeton, apparendo in album come Los Bandoleros Reloaded, Invasion, Gargolas, Los Bravos, El Pentágono, Los Brother, Talento de Barrio e molti altri. Cosculluela è noto a molti come El Principe del Verso (Il principe dei versi) a causa delle sue eccezionali capacità liriche come MC.
Echo non è stato in grado di convincere la Universal Latino a pubblicare un album di nessuno dei suoi artisti e ha visto solo la sua compilation Invasion vol. 1 distribuita. Ciò ha portato Cosculluela a lasciare gli Invasion nel 2007 e a firmare un contratto discografico con il famoso produttore esecutivo Elias De León e la sua influente etichetta discografica White Lion Records. Dopo aver lottato con i dirigenti discografici per fissare un'uscita per il suo album di debutto, che originariamente doveva essere distribuito su Sony Latin, e dopo vari ritardi nel 2009, Machete Music è stata costretta a pubblicare l'album di debutto di successo di Cosculuela, El Principe. È stato pubblicato grazie all'amicizia di Cosculluela con Wisin y Yandel, che avevano una partnership con la Universal Latino grazie alla loro etichetta discografica WY Records ed erano molto influenti all'interno dell'azienda grazie al loro immenso successo nel mondo del reggaeton.

### El Principe
Nel 2009, Cosculluela ha pubblicato il suo primo album, El Príncipe. L'album è stato annunciato un anno prima e prende il nome da uno dei suoi soprannomi. Ha raggiunto la posizione numero tre nella classifica Billboard Top Latin Albums e ha generato i singoli di successo Na Na Nau, Prrrum e Plaka Plaka. Ha anche raggiunto la posizione numero otto nella classifica degli album rap di Billboard. Alcune tracce sono state lasciate fuori dalla produzione finale. El Principe è stato uno degli album reggaeton di maggior successo dell'anno, acclamato dalla critica per la sua diversità nei testi e nello stile.

### El Niño
El Niño è  un album che contiene testi romantici, hip hop e reggaeton. Le collaborazioni che sono state annunciate sono con Wisin & Yandel e Los Mafiaboyz. I due singoli pubblicati furono Blam Blam e Si Tú No Estás. Il remix di Si Tú No Estás vedrà la partecipazione dell'artista portoricano Farruko, di J Balvin e del duo Ñejo e Dalmata.

### Blanco Perla
Nel 2014 Coculluela ha lasciato la Universal Latino che ha portato a una guerra di offerte tra le etichette latine per ingaggiarlo, grazie al suo successo e alla battaglia rap molto pubblicizzata contro Tempo. Warner Music Latina ha ottenuto il diritto di distribuire le opere di Cosculluela attraverso la sua impronta Rottweilas Inc e ha subito iniziato a lavorare al suo ultimo album Blanco Perla. Cosculluela ha pubblicato il singolo di successo Baby Boo con i famosi hitmaker Wise "The Gold Pen" e DJ Luian per prepararsi alla sua prossima uscita .
Nel 2015 ha pubblicato il grande successo Te Busco con Nicky Jam, il primo singolo estratto dal suo album Blanco Perla. Nell'ottobre 2016 ha pubblicato l'album, che contiene grandi successi come Te Busco, Manicomio e La Boda, quest'ultimo sul suo matrimonio, avvenuto nel novembre 2015; presenta il cantante O'Neill e un'introduzione del rapper Kendo Kaponi. L'album include anche collaborazioni con artisti come Daddy Yankee, Nicky Jam, Farruko, Arcangel, De La Ghetto e Tempo.
Blanco Perla rimane l'opera più notevole di Cosculluela in termini di popolarità poiché l'artista ha deciso di lasciarsi alle spalle le sue radici hardcore hip hop in favore del suono reggaeton mainstream moderno di artisti come J Balvin e Nicky Jam . Singoli di successo dall'album come Te Busco feat. Nicky Jam, Manicomio, La Boda e A Donde Voy con Daddy Yankee hanno raccolto centinaia di milioni di ascolti attraverso varie piattaforme di streaming e sono diventati alcune delle canzoni più famose di Cosculluela.

## Controversie

### Rivalità con Ñengo Flow
Tra il 2008 e il 2009, ebbe degli scontri musicali con l'esponente Ñengo Flow, che scatenarono una guerra lirica di dissing tra i due artisti. Nel 2016, durante le prove del concerto Los Favoritos, condivisero una foto che chiariva che non c'erano più problemi tra i due. 
È considerata da diversi ascoltatori la migliore guerra lirica nella storia del reggaeton, a causa dello scontro di strada che si verificò tra entrambe le parti. Nel 2021, Cosculluela dichiarò in un'intervista che uno dei motivi per cui lo scontro finì fu la morte di un suo fan. 
Nel corso del 2019, sui social network, i fan hanno ipotizzato messaggi indiretti di Cosculluela nei confronti di Ñengo Flow attraverso un commento pubblicato su Instagram, ma questa voce su una possibile seconda guerra lirica tra i due è stata smentita, chiarendo che tutto andava bene tra entrambi gli esponenti.

### Rivalità con Anuel AA
Il 15 settembre 2018, Anuel AA ha pubblicato un diss track rivolto a Cosculluela. Il brano è stato ampiamente criticato a causa del suo linguaggio volgare e dei commenti offensivi sull'omosessualità e sui pazienti affetti da HIV.
Due anni dopo, tra le proteste di George Floyd in tutto il mondo, l'artista urbano ha espresso attraverso Instagram Live che gli afro-portoricani non sono discendenti dell'Africa. Ciò è contrario agli insegnamenti di base del sistema educativo portoricano che educano alla storia e al processo di colonizzazione di Porto Rico che includeva la tratta degli schiavi africani che durò quasi 500 anni e la vasta ed evidente influenza africana sulla cultura portoricana (insieme a influenze spagnole europee e indigene Taíno). Sebbene non abbia chiarito da dove ritenesse provenissero gli afro-portoricani, nelle sue espressioni offensive del 7 giugno 2020, ha anche invitato i portoricani a non partecipare alle proteste, definendo le manifestazioni una "m*rda che colpisce l'economia". Più tardi quel giorno, l'artista si è scusato.

## Discografia

### Album in studio
- El Príncipe (2009)
- El Niño (2011)
- Blanco Perla (2016)

### Mixtape
- War Kingz (2012)